# Mléčivec alpský
Mléčivec alpský (Cicerbita alpina) je planě rostoucí rostlina dorůstající až do výše okolo 2 m, která při poranění vydatně mléčí. V letním období vykvétá modrofialově.

## Výskyt
Tento horský druh je považován po stránce fytogeografické za boreo-alpidský a arkto-alpidský floroelement. Svůj výskyt neomezuje pouze na vysoká evropská pohoří alpidy, ale vyrůstá i na severu Evropy v boreální i arktické zóně. Vyrůstá na východě Skotska, téměř v celé Skandinávii a na poloostrově Kola, v Pyrenejích, Alpách, Apeninách, Karpatech i na severu Balkánského poloostrova. V Alpách vystupuje do nadmořské výšky až 2400 m.
Jeho hlavním biotopem jsou vysokostébelné a širokolisté mokřady okolo vodních toků a nádrží, vlhké křoviny a lužní lesy. V České republice tento alpínský migrant vyrůstá v nadmořské výšce přibližně od 500 po 1500 m. Často se vyskytuje v horských oblastech od Šumavy přes Krušné hory a Krkonoše až po Hrubý Jeseník, vzácněji i v Karpatech. Vyhledává zásadité hlinito-kamenité půdy dobře zásobené humusem a živinami. Mléčivec alpský je diagnostickým druhem společenstev svazu Adenostylion.

## Popis
Vytrvalá vlhkomilná bylina dorůstající do výše až 2,5 m. Z tlustého, válcovitého nevětveného oddenku vyrůstá nevětvená lodyha která je pevná, dutá, přímá a pouze v horní části je žláznatě chlupatá. Spodní lodyžní listy s řapíky jsou kracovité, se 2 až 3 páry vejčitých nepravidelně zubatých úkrojků a s velkým koncovým úkrojkem trojúhelníkovitého tvaru. Horní méně členěné listy jsou menší, s křídlatými řapíky nebo jsou k lodyze přisedlé a srdčitě objímavé, nejhořejší jsou celistvé. Nejdelší spodní listy mívají délku 8 až 25 cm a šířku 2 až 12 cm a směrem vzhůru se zmenšují. Listy na lodyze vyrůstají střídavě a jejich čepele jsou tenké, lysé, na rubu sivozelené a na líci tmavší.
V horní, červenohnědé chlupaté části lodyhy, rostou v koncové latě nebo hroznu květní úbory. Vyrůstají na krátkých stopkách z úžlabí listenů a bývají v průměru velké 2,5 cm. Obsahují modro-fialově (vzácně bíle či růžově) zbarvené oboupohlavné jazykovité kvítky které mají 10 až 15 mm jazýčky zakončené pěti zoubky, trubkovité zcela chybí. Kvítky mají po pěti tyčinkách, pestík je tvořen dvěma plodolisty, z kvítků čnící nitkovité blizny jsou rozdvojené. Nepravidelně dvouřadý zákrov dlouhý 1 až 1,5 cm je tvořen čárkovitými nebo trojúhelníkovitými tupě zakončenými listeny zelené nebo nafialovělé barvy porostlými žláznatými chloupky.
Rostliny vykvétají v červnu až srpnu. Plodem jsou 3 až 5 mm dlouhé žebernaté nažky s jednořadým chmýrem asi 7 mm dlouhým.

## Zvláštnost
Při poranění lodyhy nebo utržení listu vytéká z rány hustá, bílá, nahořklá (ale ne jedovatá), na vzduchu tuhnoucí tekutina (latex) která má za úkol zacelit vzniklou ránu a zároveň odradit býložravce od spásání. Říká se, že rostlina mléčí, odtud pojmenování celého rodu mléčivec.

## Ohrožení
V ČR je mléčivec alpský z hlediska ohrožení považován za vzácnější druh žádající si další pozornosti (C4a). Nejvíce mu škodí přeměna jeho biotopů (zamokřeného území) na úrodnou půdu.

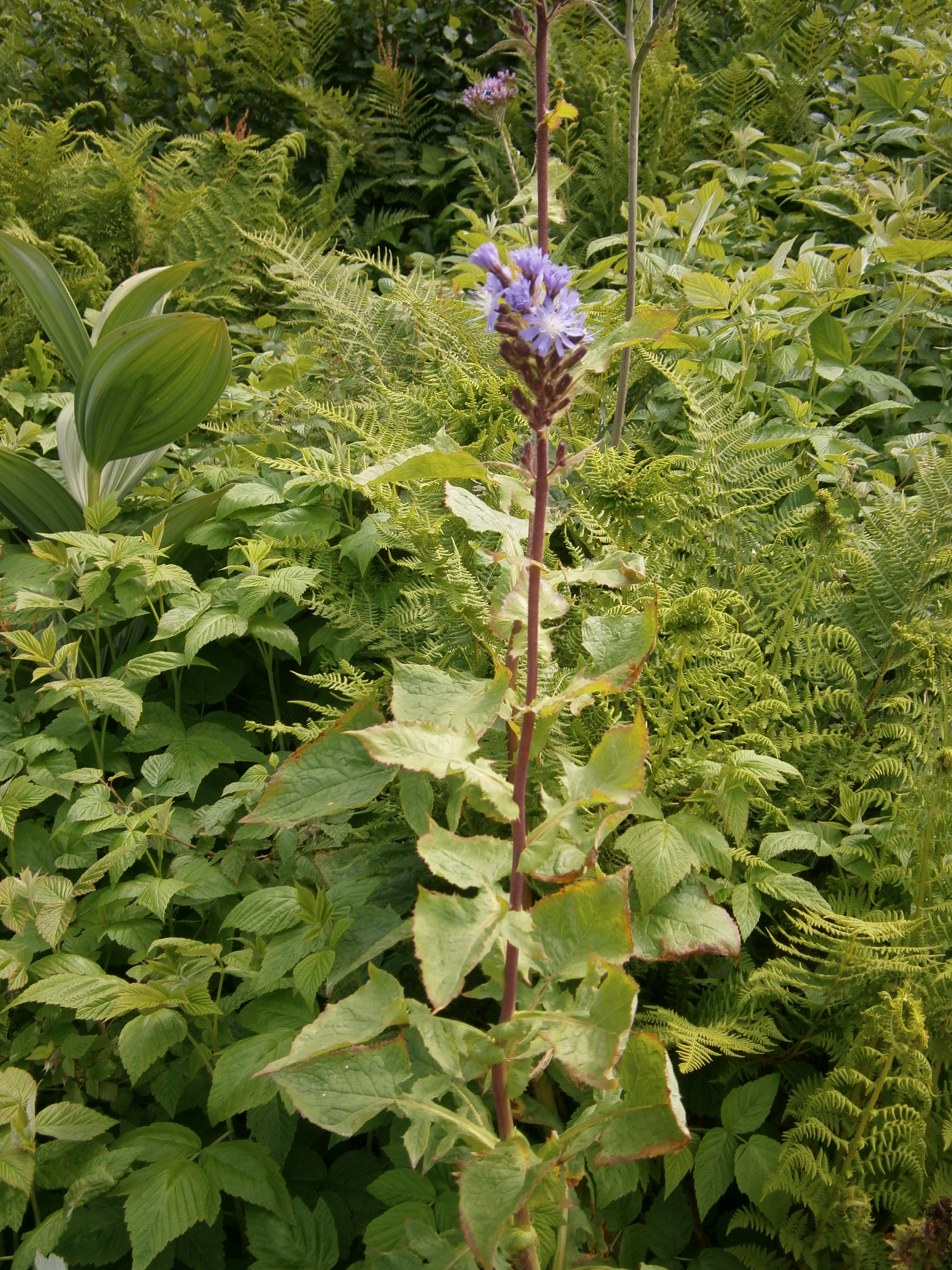
Typické prostředí mléčivce alpského
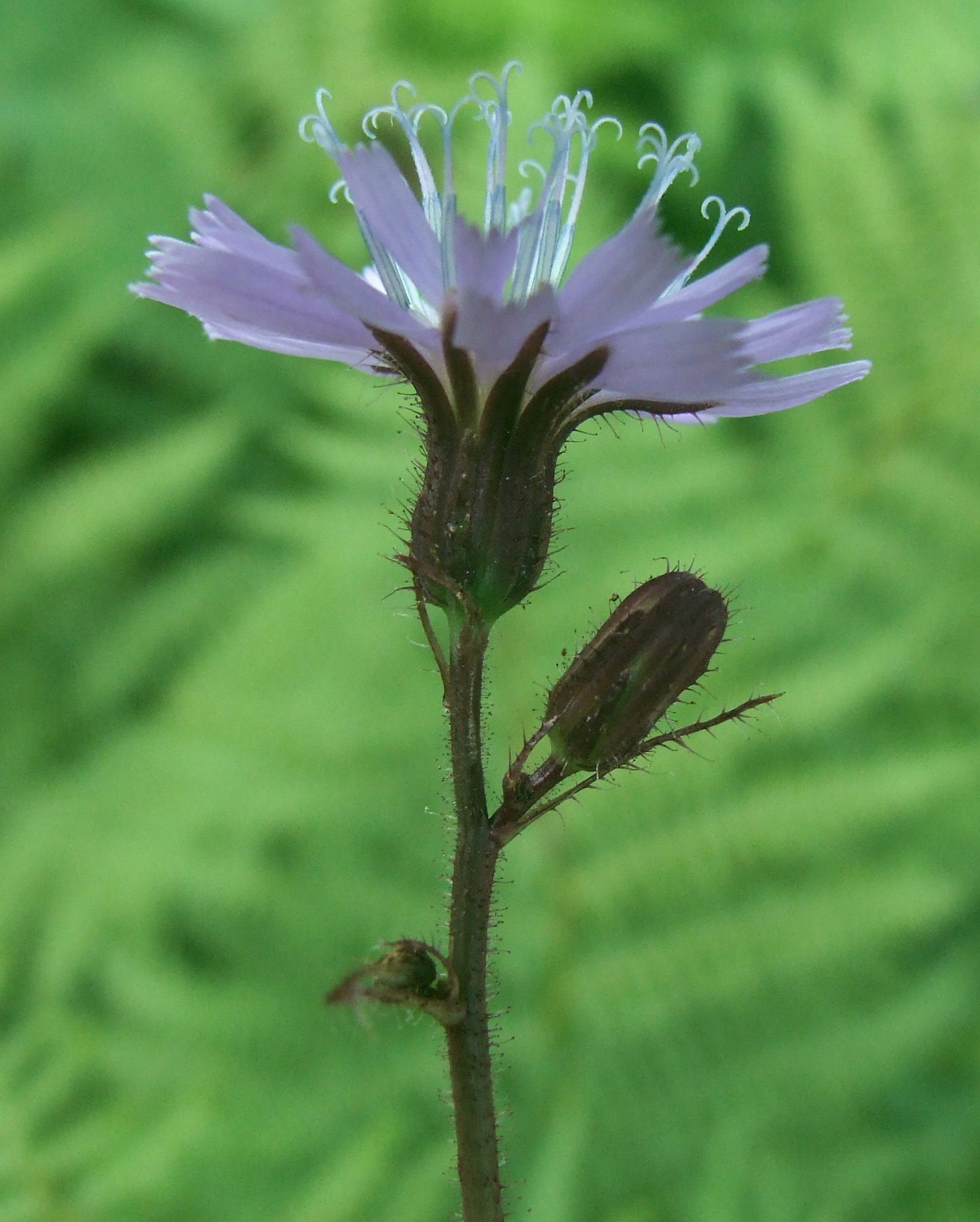
Úbor
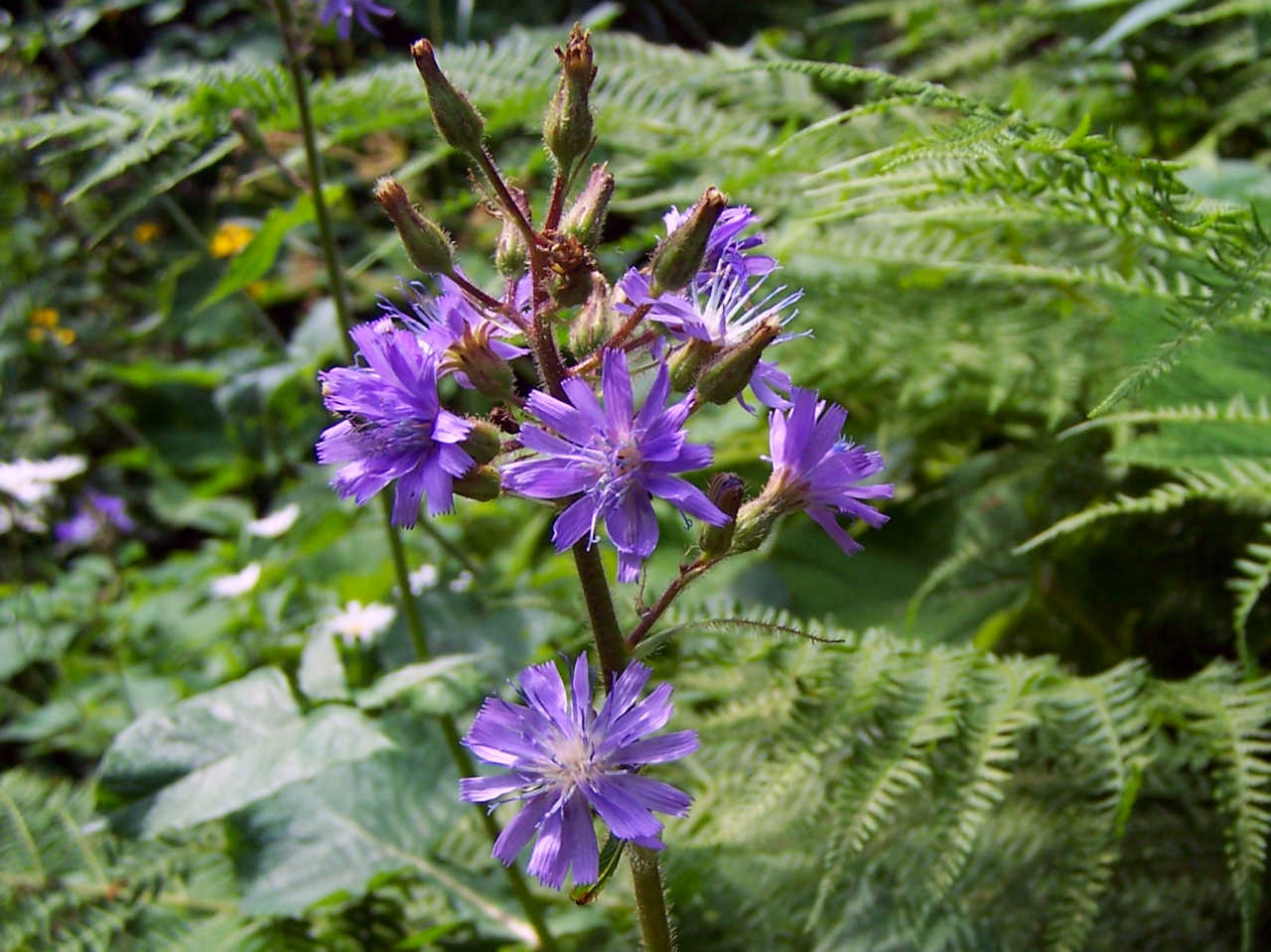
Rozkvétající květenství